# Kattekonge
|  | Sammenskrivningsforslag Artiklen Kattekonge er foreslået føjet ind i Fastelavn. (Siden juni 2020) Diskutér forslaget |

Kattekongen bliver kåret i forbindelse med fastelavnsritualet at slå katten af tønden. Den person, der slår det sidste stykke af tønden ned, bliver kattekonge.
Der er ikke konsensus om, hvilken del af tønden der er vigtigst, men det er typisk enten det første bræt, det sidste bræt eller bunden, der ryger ned (og typisk frigiver resten af slikket gemt i tønden).
Der kåres oftest også en kattedronning, typisk ved en af de begivenheder, der ikke er udvalgt til at pege på kattekongen. I nogle tilfælde er det dog enten den person, der står foran eller bagved kattekongen, der bliver kattedronning.